# アドルフ・ハーンフーバー
アドルフ・ハーンフーバー（Adolf Halmhuber, 生没年不詳）は、ドイツ出身の宣教師で、米国福音教会から派遣され、日本で活躍した。
ドイツのシュトゥットガルトに生まれる。工芸学校で学び、ストラスブール大学、ジュネーヴ大学、バーゼル大学で神学を学ぶ。1871年に米国福音教会ドイツ年会の牧師に就任する。1873年にスイスのベルンで牧師をする。
1875年にアメリカ福音教会初の海外伝道宣教師に任命される。1876年に渡米し、ノースセントラル大学で学び、11月にフレデリック・クレッカー、レイチェル・ハドソンと共に来日する。横浜で活動し、信仰入門書の和訳を試みる。1877年に大阪に転じる。1877年フレデリッケ・ケチェレ(Frederike Kaechele)と結婚する。
1878年に熱病に倒れ、箕面で静養する。翌年1879年に回復して日曜学校を設立する。1881年再び健康を害する。1882年に大阪を去り、6月に日本を離れ、8月にドイツに帰国する。

## 著書
- Japan und die Christliche Missions